# Cis cedri
Cis cedri es una especie de coleóptero de la familia Ciidae.

## Distribución geográfica
Habita en el norte de África, Argelia.